# 5567 Durisen
5567 Durisen eller 1953 FK1 är en asteroid i huvudbältet, som upptäcktes 21 mars 1953 av Indiana Asteroid Program vid Indiana University Bloomington med Goethe Link Observatory. Asteroiden har fått sitt namn efter Richard H. Durisen.
Asteroiden har en diameter på ungefär 36 kilometer.